# Fläckhonungsvisare
Fläckhonungsvisare (Indicator maculatus) är en fågel i familjen honungsvisare inom ordningen hackspettartade fåglar.

## Utbredning och systematik
Fläckhonungsvisare delas in i två underarter:
- Indicator maculatus maculatus – förekommer från Gambia till Nigeria
- Indicator maculatus stictithorax – förekommer från södra Kamerun till sydvästra Sudan, norra Angola, östra Demokratiska republiken Kongo och sydvästra Uganda

## Status
IUCN kategoriserar arten som livskraftig.